# ماتیاس پکمان
ماتیاس پکمان (به آلمانی: Matthias Pechmann) شناگر اهل آلمان بود. وی برنده مدال نقره و برنز در مسابقات ورزش‌های آبی اروپا ۱۹۷۰ شده است.